# 三島藍伴
三島 藍伴（みしま あいばん、1994年7月16日 - ）は、トップウエストA島津製作所Breakersに所属するラグビー選手。

## プロフィール
- 大阪府出身[1]。
- ポジションはウィング(WTB)、センター(CTB)。
- 身長 173cm、体重 86kg

## 略歴
高校からラグビーを始める。
2013年、摂津高校卒業後、立命館大学に入る。
2017年、立命館大学卒業後、キヤノンイーグルス(現・横浜キヤノンイーグルス)に加入。
2018年8月31日に行われたジャパンラグビートップリーグ第1節の東芝ブレイブルーパス戦にて先発出場で公式戦初出場を果たす。
2021年、現役を引退した。
2022年、島津製作所Breakersで現役復帰。

## MV出演
- Carnavacation「だれも知らない」[7]。